# 18 ميلبوميني
ميلبوميني (أو 18 ميلبوميني وفق تسمية الكوكب الصغير) (بالإنجليزية: 18 Melpomene)‏ هو كويكب ضمن حزام الكويكبات؛ وهو الكويكب الثامن عشر من حيث ترتيب الاكتشاف.
اكتشف جون راسل هند الكويكب في الرابع والعشرين من يونيو سنة 1852، وأسماه ميلبوميني، على اسم إحدى الآلهة وفق الأساطير الإغريقية.